# تشوتيمون تشنغشارونسوكينغ
تشوتيمون تشنغشارونسوكينغ (بالإنجليزية: Chutimon Chuengcharoensukying؛ بالتايلاندية: ชุติมณฑน์ จึงเจริญสุขยิ่ง؛ من مواليد 2 فبراير 1996)، أو تُعرف بأختصار كـ Aokbab (إي يوكباب)، هي عارضة أزياء وممثلة تايلندية، اشتهرت بدورها كـ «لين» في فيلم عبقرية سيئة لعام 2017. وهي أول ممثلة تايلاندية تفوز بجائزة "Screen International Rising Star Asia" في مهرجان نيويورك السينمائي الآسيوي في عام 2017.

## النشأة والتعليم
ولد تشوتيمون في 2 فبراير 1996 في بانكوك، تايلاند. تدرس حاليًا في كلية الفنون الجميلة والتطبيقية في جامعة شولالونغكورن. لقبها هو «Aokbab (إي يوكباب)»، ما يعني «التصميم» باللغة التايلاندية.

## المهنة
بدأت تشوتيمون بأن تكون عارضة للأزياء منذ أن كانت في الخامسة عشرة من عمرها. كانت أول عارضة أزياء تايلاندية تظهر على غلاف مجلة هاربر بازار المملكة المتحدة في أكتوبر 2013. كما انها ظهرت أيضًا في مقاطع فيديو موسيقية مثل أغنية "Unfriend" و"Pajhonpai"، أخذت دورًا مهمًا في الفيلم القصير للمخرج السينمائي الشهير نوابول ثامرونغراتاناريت، «شكرًا لك على المشاركة».
أول دور تمثيلي لها هو بشخصية «لين»، مما ساعدها على كسب الشعبية والثناء على تمثيلها الجيد في فيلم عبقرية سيئة في عام 2017. أصبحت أول ممثلة تايلاندية فازت بجائزة "Screen International Rising Star Asia" في مهرجان نيويورك السينمائي الآسيوي في عام 2017.

## روابط خارجية
- تشوتيمون تشنغشارونسوكينغ على موقع IMDb (الإنجليزية)
- تشوتيمون تشنغشارونسوكينغ على موقع قاعدة بيانات الفيلم (الإنجليزية)